# Bichancourt
Bichancourt est une commune française située dans le département de l'Aisne en région Hauts-de-France.

## Géographie

### Localisation

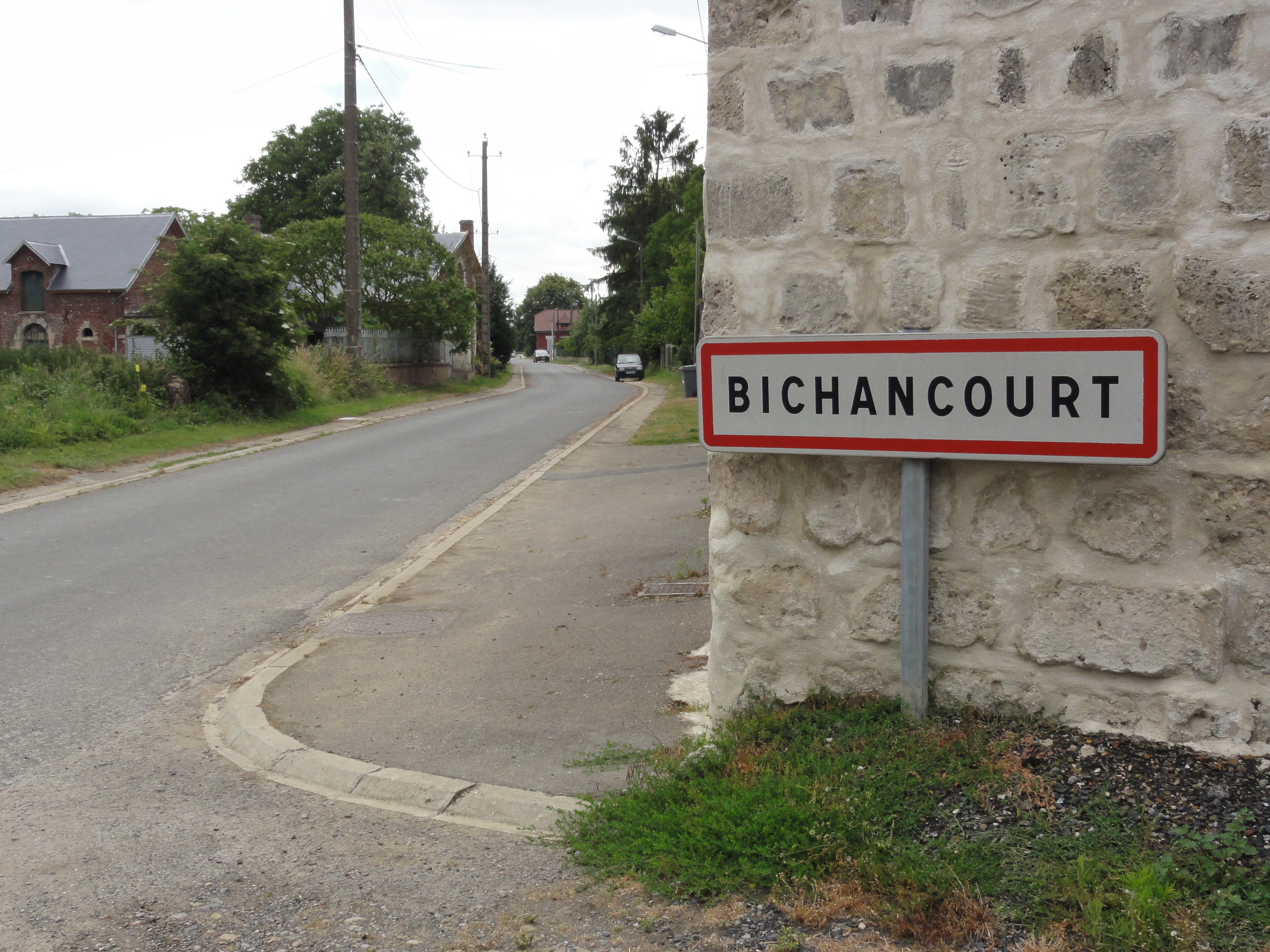
Entrée de Bichancourt.
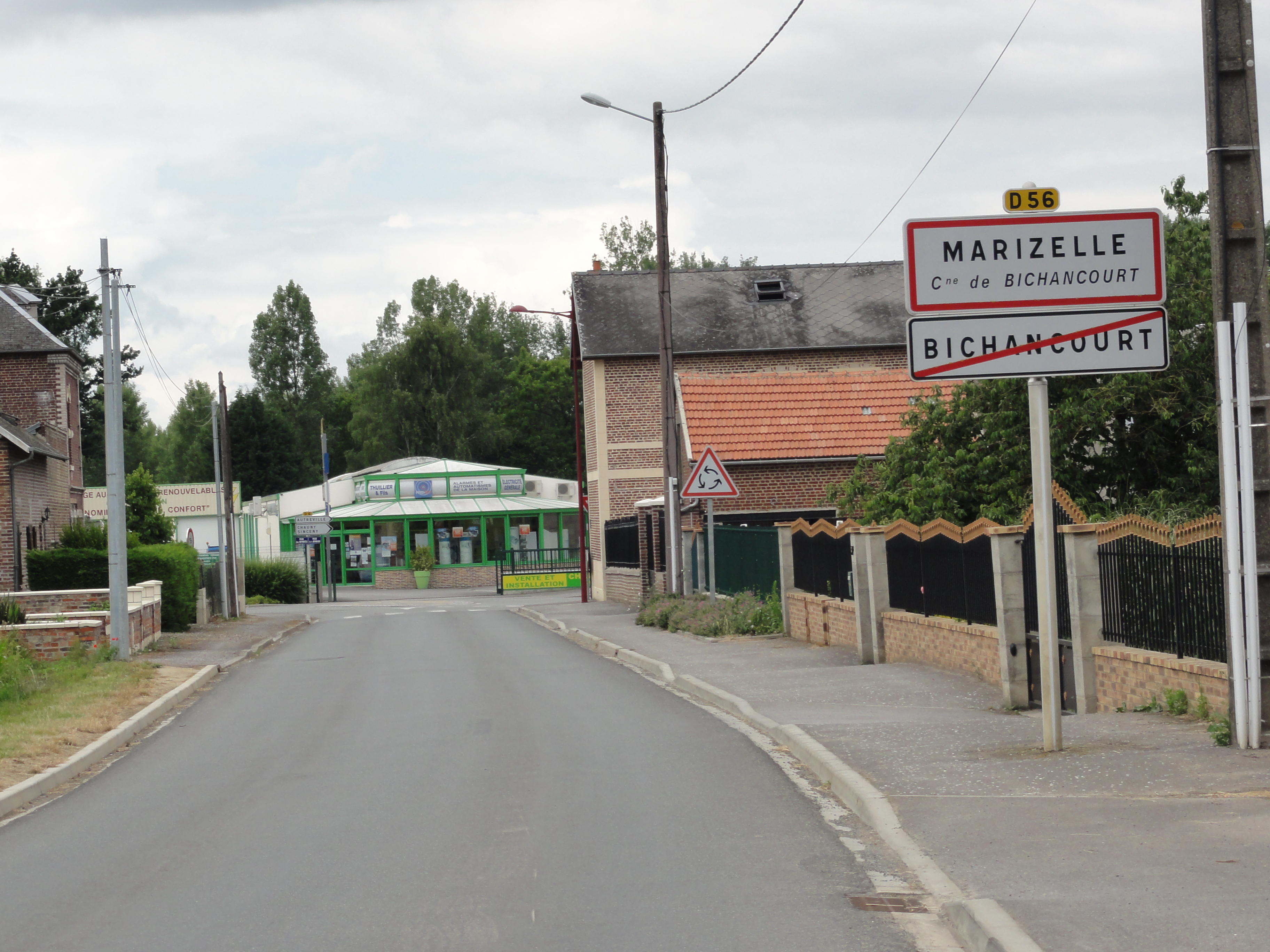
Entrée de Marizelle.
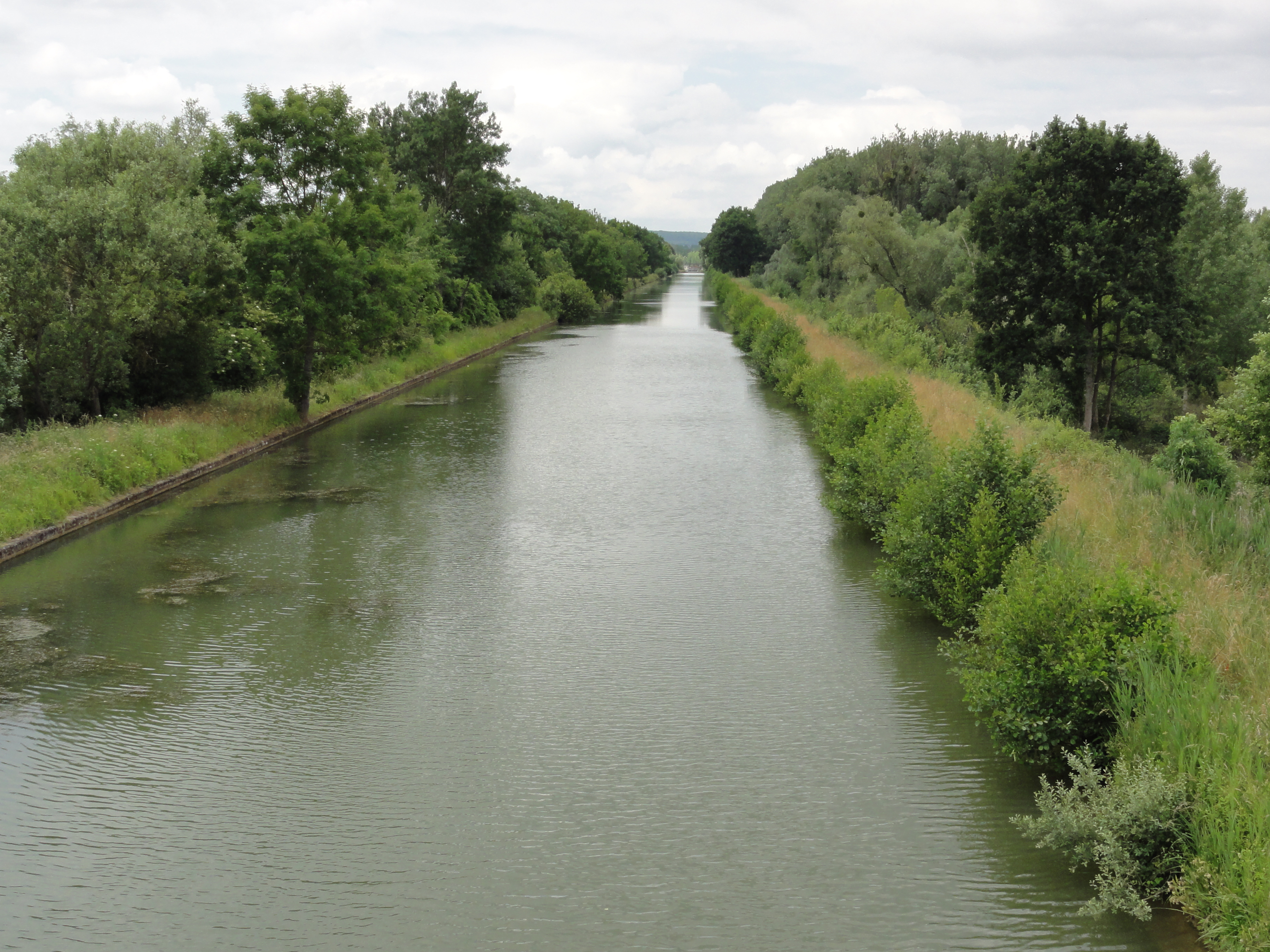
Canal de l'Oise à l'Aisne.

### Hydrographie

#### Réseau hydrographique
La commune est située dans le bassin Seine-Normandie. Elle est drainée par le canal de l'Oise à l'Aisne, l'Oise, l'Ailette, le ru de Greves, le ru de l'Aulnois, l'Ailette, le canal 01 de la commune de Abbecourt, le canal 01 de la commune de Autreville, le canal 01 de la commune de Manicamp, le fossé 04 de la commune de Saint-Paul-aux-Bois, le ruisseau de Marizelle, le ruisseau des Grèves, divers bras de l'Ailette et divers bras de Marizelle,,.
Le canal de l'Oise à l'Aisne est un canal à bief de partage au gabarit Freycinet reliant les vallées de l'Oise et de l'Aisne. Il relie les communes d'Abbécourt et de Bourg-et-Comin en passant sous le tristement célèbre « Chemin des Dames ».
L'Oise prend sa source en Belgique, à 309 mètres d'altitude, dans l'ancienne commune de Forges et se jette dans la Seine à 20 mètres d'altitude, au Pointil en rive droite et en aval du centre de Conflans-Sainte-Honorine dans le département des Yvelines. D'une longueur 341 kilomètres, elle est presque entièrement navigable et bordée de canaux sur 104 kilomètres.
L'Ailette, d'une longueur de 59 km, prend sa source dans la commune de Sainte-Croix et se jette  dans l'Oise (rive gauche) à Quierzy, après avoir traversé 36 communes.
Le ru de Greves, d'une longueur de 10 km, prend sa source dans la commune de Amigny-Rouy et se jette  dans l'Ailette sur la commune, après avoir traversé six communes.

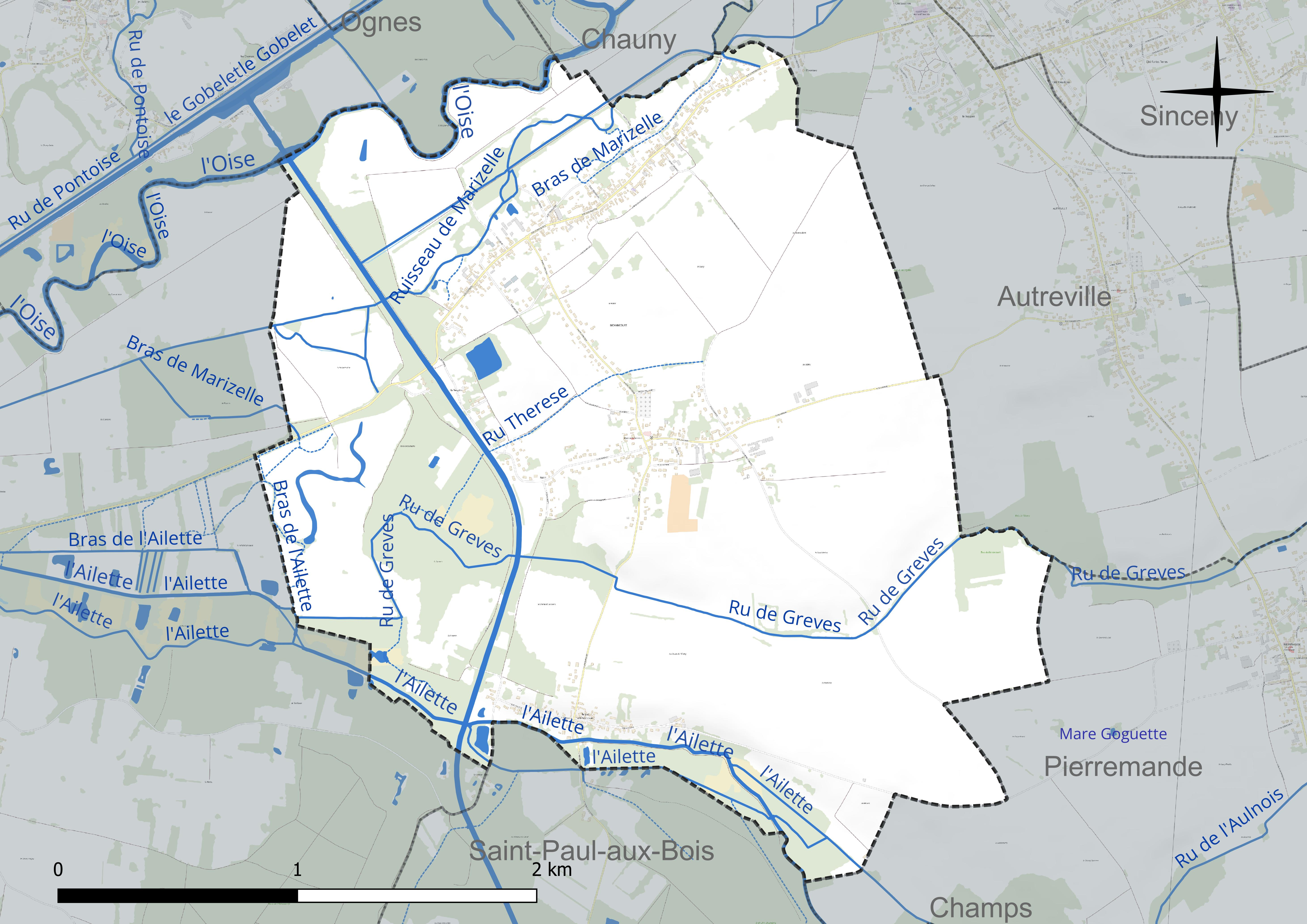
Réseau hydrographique de Bichancourt.

#### Gestion et qualité des eaux
Le territoire communal est couvert par le schéma d'aménagement et de gestion des eaux (SAGE) « Oise moyenne ». Ce document de planification concerne un territoire de 1 013 km2 de superficie, délimité par le bassin versant de l'Oise moyenne. Le périmètre a été arrêté le 24 avril 2017 et le SAGE est, en 2024, encore en élaboration. La structure porteuse de l'élaboration et de la mise en œuvre est le syndicat mixte du SAGE Oise-Moyenne (SMOM).
La qualité des cours d'eau peut être consultée sur un site spécial géré par les agences de l'eau et l'Agence française pour la biodiversité.

### Climat
Pour des articles plus généraux, voir Climat des Hauts-de-France et Climat de l'Aisne.
En 2010, le climat de la commune est de type climat océanique dégradé des plaines du Centre et du Nord, selon une étude du CNRS s'appuyant sur une série de données couvrant la période 1971-2000. En 2020, Météo-France publie une typologie des climats de la France métropolitaine dans laquelle la commune est dans une zone de transition entre le climat océanique et le climat océanique altéré et est dans la région climatique Nord-est du bassin Parisien, caractérisée par un ensoleillement médiocre, une pluviométrie moyenne régulièrement répartie au cours de l'année et un hiver froid (3 °C).
Pour la période 1971-2000, la température annuelle moyenne est de 10,6 °C, avec  une amplitude thermique annuelle de 15,1 °C. Le cumul annuel moyen de précipitations est de 684 mm, avec 11 jours de précipitations en janvier et 8,7 jours en juillet. Pour la période 1991-2020 la température moyenne annuelle observée sur la station météorologique la plus proche, située sur la commune de Chauny à 4 km à vol d'oiseau, est de 11,1 °C et le cumul annuel moyen de précipitations est de 709,9 mm,. Pour l'avenir, les paramètres climatiques de la commune estimés pour 2050 selon différents scénarios d'émission de gaz à effet de serre sont consultables sur un site spécial publié par Météo-France en novembre 2022.

## Urbanisme

### Typologie
Au 1er janvier 2024, Bichancourt est catégorisée bourg rural, selon la nouvelle grille communale de densité à 7 niveaux définie par l'Insee en 2022.
Elle est située hors unité urbaine. Par ailleurs la commune fait partie de l'aire d'attraction de Chauny, dont elle est une commune de la couronne,. Cette aire, qui regroupe 23 communes, est catégorisée dans les aires de moins de 50 000 habitants,.

### Occupation des sols
L'occupation des sols de la commune, telle qu'elle ressort de la base de données européenne d'occupation biophysique des sols Corine Land Cover (CLC), est marquée par l'importance des territoires agricoles (73,8 % en 2018), une proportion sensiblement équivalente à celle de 1990 (74,4 %). La répartition détaillée en 2018 est la suivante : 
terres arables (38,7 %), prairies (22 %), forêts (13,5 %), zones agricoles hétérogènes (13,1 %), zones urbanisées (12,7 %).
L'évolution de l'occupation des sols de la commune et de ses infrastructures peut être observée sur les différentes représentations cartographiques du territoire : la carte de Cassini (XVIIIe siècle), la carte d'état-major (1820-1866) et les cartes ou photos aériennes de l'IGN pour la période actuelle (1950 à aujourd'hui).

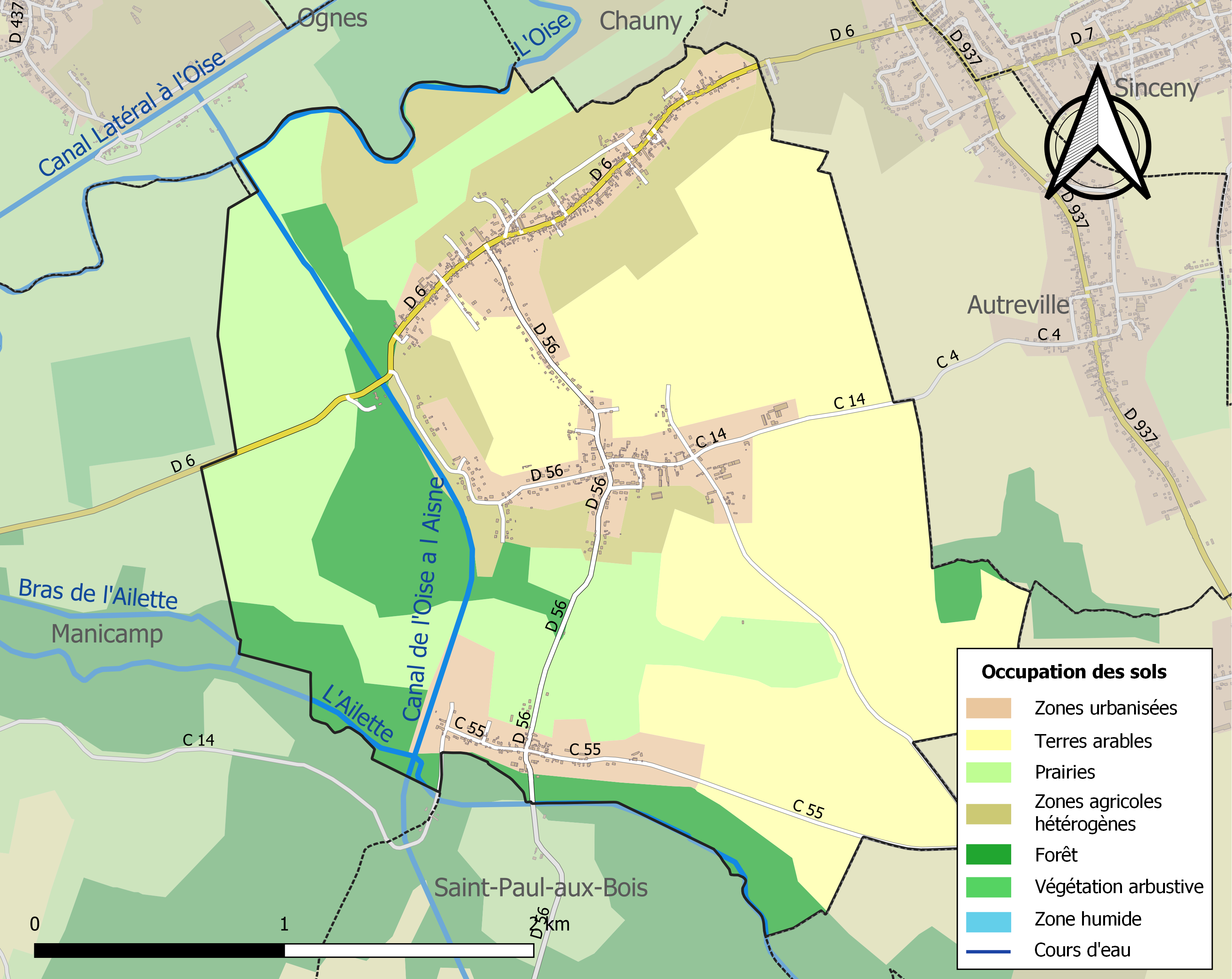
Carte des infrastructures et de l'occupation des sols de la commune en 2018 (CLC).

### Hameaux, villages et lieux-dits
- Le Bac-d'Arblincourt.
- Marizelle.

## Toponymie
Le nom de la localité est attesté sous les formes Altare de Becencurte (1059) ; Bekencurtis (1120) ; altare de Bekencurt (1174) ; ecclesia de Becenicurte (1193) ; Bessencourt (1340) ; Bechancourt (1341) ; Beschencourt (1568) ; Bichencourt (1581).

## Histoire
Hommage du fief du Bac Arblincourt, mouvant du château et seigneurie de Coucy, rendu par Jean III d'Hangest de Genlis (1506-1577), seigneur de Genlis, évêque et comte de Noyon, pair de France, fils et héritier du seigneur de Genlis ,.
Les métiers du chanvre
Bichancourt était un village de chanvriers, de cultivateurs, de chanvrières et de fileuses jusqu'au début du XIXe siècle. Plus de la moitié des habitants vivaient du chanvre, ils maitrisaient toutes les étapes du travail du chanvre depuis sa culture jusqu'à son tissage.

## Politique et administration

### Découpage territorial
La commune de Bichancourt est membre de la communauté d'agglomération Chauny-Tergnier-La Fère, un établissement public de coopération intercommunale (EPCI) à fiscalité propre créé le 1er janvier 2017 dont le siège est à Chauny. Ce dernier est par ailleurs membre d'autres groupements intercommunaux.
Sur le plan administratif, elle est rattachée à l'arrondissement de Laon, au département de l'Aisne et à la région Hauts-de-France. Sur le plan électoral, elle dépend du  canton de Vic-sur-Aisne pour l'élection des conseillers départementaux, depuis le redécoupage cantonal de 2014 entré en vigueur en 2015, et de la quatrième circonscription de l'Aisne  pour les élections législatives, depuis le dernier découpage électoral de 2010.

### Administration municipale
| Période                                  | Période                       | Identité             | Étiquette | Qualité                     |
| ---------------------------------------- | ----------------------------- | -------------------- | --------- | --------------------------- |
| Les données manquantes sont à compléter. |                               |                      |           |                             |
| avant 1877                               | après 1879                    | Benoit               |           |                             |
| 1947                                     | 1956                          | Marc Roger           |           |                             |
| 1956                                     | 1971                          | Paul Courcy          |           |                             |
| 1971                                     | juin 1995                     | Michel André Hallade |           |                             |
| juin 1995                                | mars 2014                     | Michel Decool        |           |                             |
| mars 2014                                | juillet 2020                  | Christiane Lavandier | SE        | Retraitée Fonction publique |
| juillet 2020                             | En cours (au 11 juillet 2020) | Patrick Dedun        |           |                             |

## Démographie
L'évolution du nombre d'habitants est connue à travers les recensements de la population effectués dans la commune depuis 1793. Pour les communes de moins de 10 000 habitants, une enquête de recensement portant sur toute la population est réalisée tous les cinq ans, les populations de référence des années intermédiaires étant quant à elles estimées par interpolation ou extrapolation. Pour la commune, le premier recensement exhaustif entrant dans le cadre du nouveau dispositif a été réalisé en 2004.

En 2022, la commune comptait 989 habitants, en évolution de −7,91 % par rapport à 2016 (Aisne : −1,97 %, France hors Mayotte : +2,11 %).
| 1793 | 1800 | 1806 | 1821 | 1831 | 1836 | 1841  | 1846  | 1851  |
| ---- | ---- | ---- | ---- | ---- | ---- | ----- | ----- | ----- |
| 781  | 880  | 910  | 872  | 978  | 960  | 1 004 | 1 062 | 1 101 |

| 1856  | 1861  | 1866  | 1872  | 1876  | 1881  | 1886  | 1891  | 1896  |
| ----- | ----- | ----- | ----- | ----- | ----- | ----- | ----- | ----- |
| 1 110 | 1 143 | 1 186 | 1 114 | 1 090 | 1 149 | 1 092 | 1 047 | 1 139 |

| 1901  | 1906 | 1911 | 1921 | 1926 | 1931 | 1936 | 1946 | 1954 |
| ----- | ---- | ---- | ---- | ---- | ---- | ---- | ---- | ---- |
| 1 082 | 996  | 994  | 596  | 773  | 791  | 753  | 750  | 796  |

| 1962 | 1968 | 1975 | 1982 | 1990 | 1999 | 2004 | 2006 | 2009  |
| ---- | ---- | ---- | ---- | ---- | ---- | ---- | ---- | ----- |
| 824  | 780  | 756  | 924  | 902  | 941  | 935  | 928  | 1 032 |

| 2014  | 2019  | 2022 | - | - | - | - | - | - |
| ----- | ----- | ---- | - | - | - | - | - | - |
| 1 076 | 1 006 | 989  | - | - | - | - | - | - |

## Culture locale et patrimoine

### Lieux et monuments
- Église Saint-Martin, reconstruite après la guerre de 1914-1918 et de nouveau endommagée en 1940.
- Monument aux morts.
- Mémorial des guerres avec plusieurs plaques commémoratives.
- Mémorial des résistants, commémoration des parachutages de 1943.
- Calvaire.

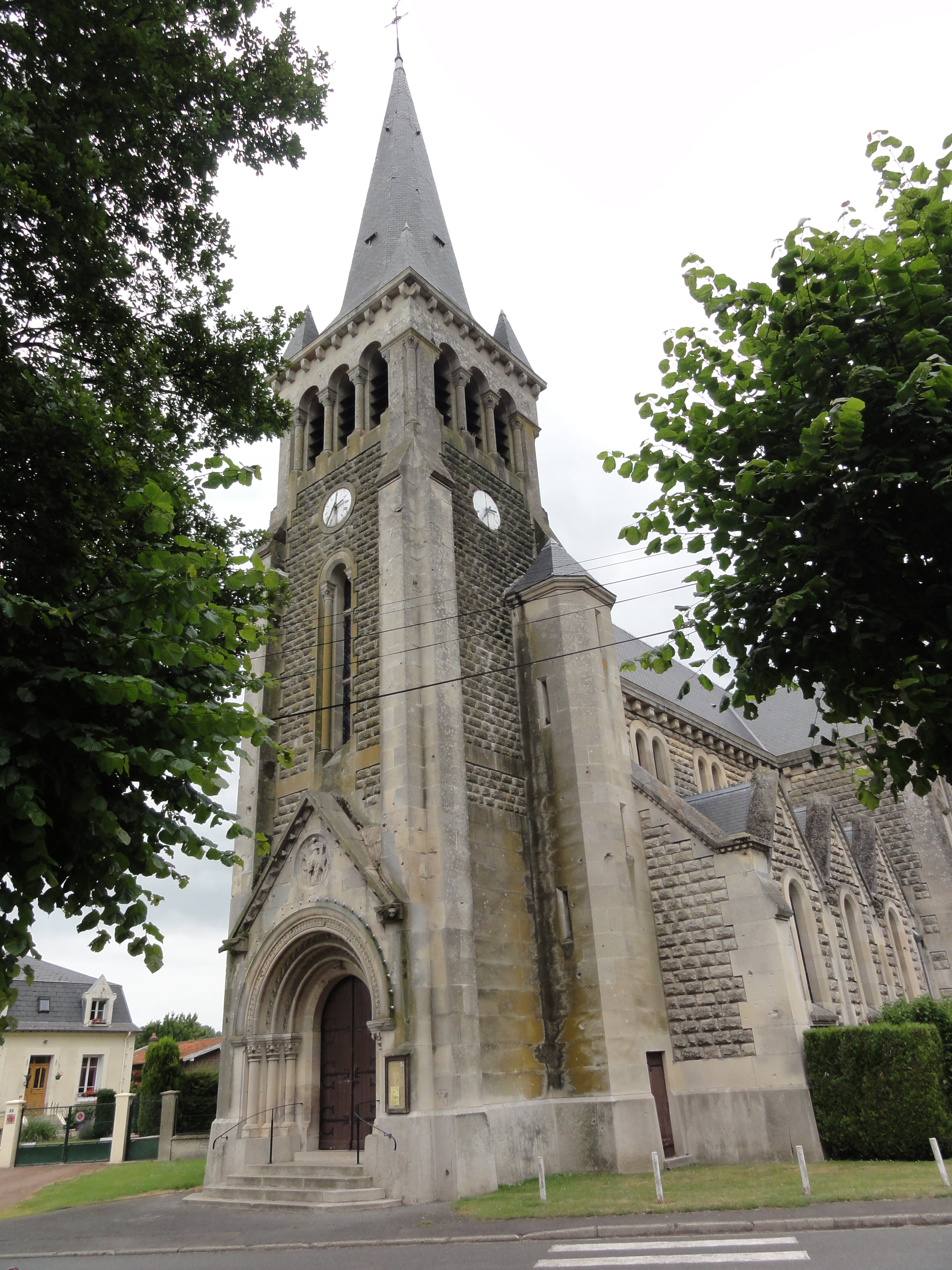
Église Saint-Martin.
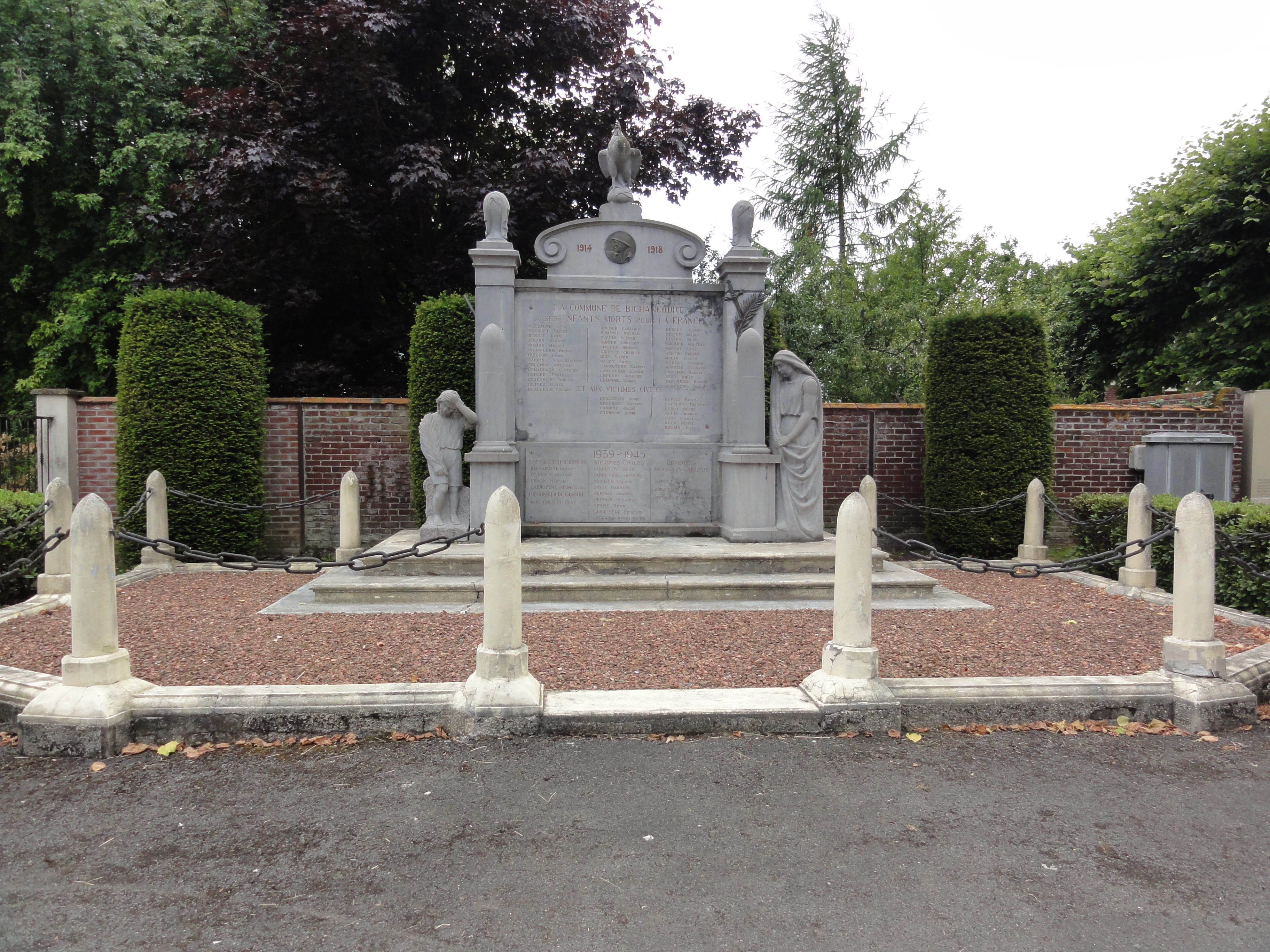
Monument aux morts.
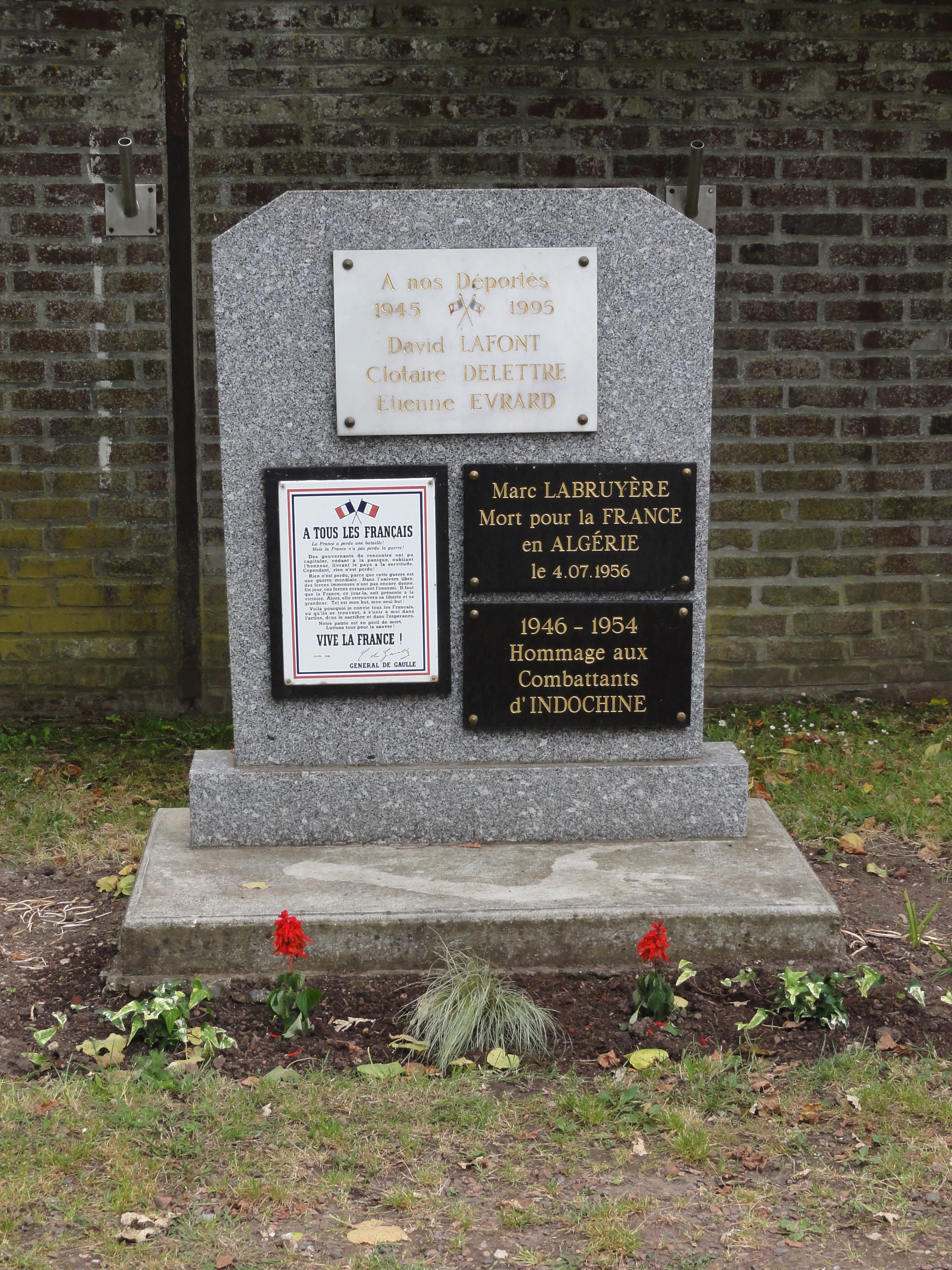
Mémorial des guerres.
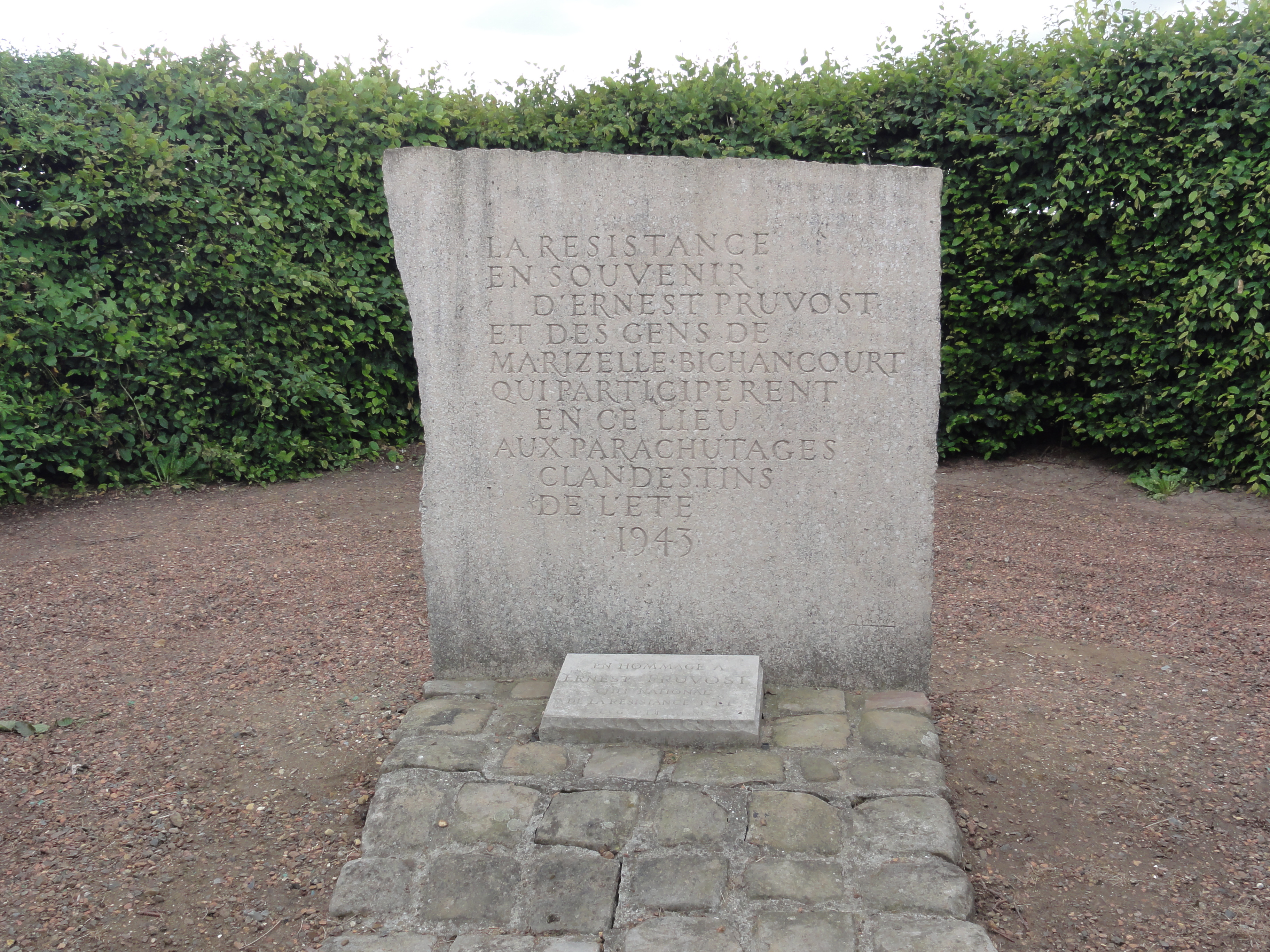
Mémorial parachutages de 1943.
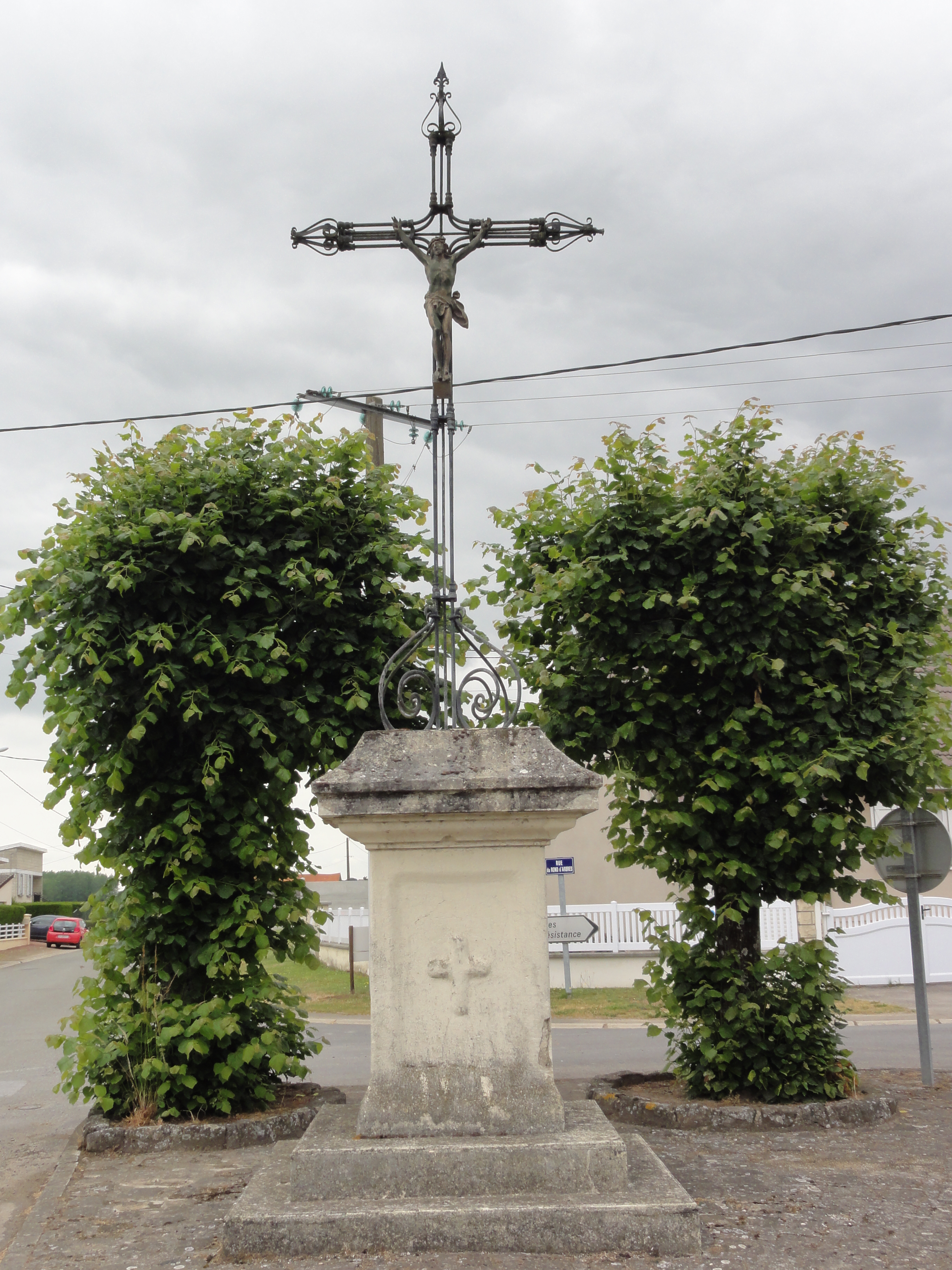

### Personnalités liées à la commune
- Ernest Pruvost (1896-1965), résistant français, Compagnon de la Libération, né et mort à Bichancourt.
- Luc Hallade, né dans la commune en 1957, diplomate.

## Pour approfondir